# The Durutti Column

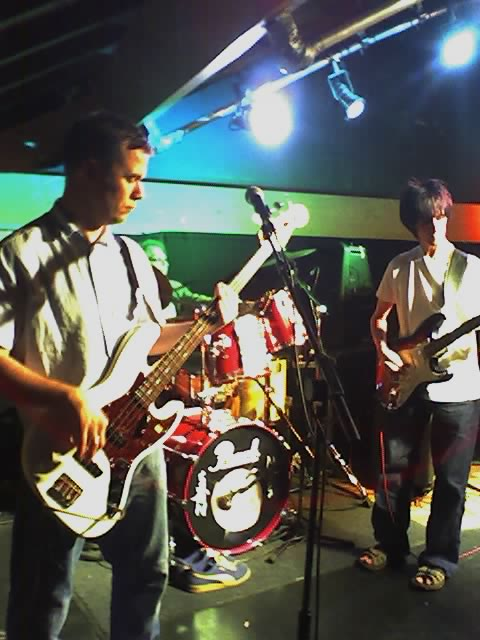
La band nel 2006

The Durutti Column è un gruppo musicale formatosi a Manchester all'inizio del 1978. Il gruppo, che ruota intorno alla figura del chitarrista Vini Reilly (Vincent Gerard Reilly), è stato uno dei primi a firmare per l'etichetta Factory Records di Tony Wilson.
Il nome del gruppo proviene da un fumetto (La Retour de la Colonne Durutti) prodotto nel 1966 dal francese André Bertrand, membro della Internationale Anarchiste e allora studente all'Università di Strasburgo. Bertrand si ispirò alla cosiddetta Colonna Durruti, capitanata dall'anarchico spagnolo Buenaventura Durruti (di cui Bertrand trascrisse male il cognome).

## Formazione
- Vini Reilly - voce, chitarra, basso, pianoforte
- Bruce Mitchell - batteria
- Keir Stewart - tastiera, basso

## Discografia
- The Return of the Durutti Column (1980)
- LC (1981)
- Another Setting (1983)
- Without Mercy (1984)
- Circuses and Bread (1986)
- The Guitar and Other Machines (1987)
- Vini Reilly (1989)
- Obey the Time (1990)
- Sex and Death (1994)
- Fidelity (1996)
- Time Was Gigantic... When We Were Kids (1998)
- Rebellion (2001)
- Someone Else's Party (2003)
- Tempus Fugit (2004)
- Keep Breathing (2006)
- Idiot Savants (2007)
- Sunlight to Blue... Blue to Blackness (2008)
- Love in the Time of Recession (2009)
- A Paean to Wilson (2010)
- Short Stories for Pauline (2012)